# Aaja Nachle: Zatańcz ze mną
Aaja Nachle: Zatańcz ze mną (hindi: आजा नचले, angielski: Come Let's Dance) – indyjski dramat wyreżyserowany w 2007 przez debiutanta, operatora Prosto z serca, Lagaan, Saathiya, Gdyby jutra nie było, Veer-Zaara i Nigdy nie mów żegnaj. W filmie po 6 latach nieobecności na ekranie występuje Madhuri Dixit, której towarzyszą Akshaye Khanna, Konkona Sen Sharma i Kunal Kapoor.
Jest to historia kobiety (Madhuri Dixit), która zakochawszy się w amerykańskim fotografie, opuszcza swoje miasto Shamli.

## Fabuła
Diya (Madhuri Dixit), hinduska samotnie wychowująca swoją córkę w Nowym Jorku, prowadzi tam szkołę taneczną. Pewnego dnia telefon wzywa ją do Indii. Umiera człowiek, który kiedyś nauczył ją tańczyć. Jadąc samolotem u boku swojej 11-letniej córki Radhy, Diya wspomina swoją indyjską przeszłość.
12 lat temu mieszkała w Shamli w stanie Uttar Pradesh. Życiem jej był taniec. Pod kierunkiem swojego nauczyciela Guru Makaranda (Darshan Zariwala) wystawiała przedstawienia w prowadzonym przez niego teatrze „Adżanta”. Taniec uczynił ją tak sławną, że pewnego dnia stała się obiektem zdjęć amerykańskiego dziennikarza zbierającego materiał dla „National Geographic”. Zakochana w nim stała się przedmiotem plotek. Wzburzeni rodzice postanowili rozwiązać problem aranżując jej małżeństwo z właścicielem restauracji Mohanem Sharma (Ranvir Shorey). Diya uciekła do Ameryki ze swoim ukochanym tuż przed oczekującymi ją zaręczynami. Rodzice umęczeni potępiającymi ich spojrzeniami sąsiadów sprzedali dom i wyjechali w nieznanym kierunku zrywając całkowicie kontakt z córką. Ucieczka ze Steve’em nie dała Diyi obiecanego szczęścia. Wkrótce żyła samotnie na obczyźnie. Bez rodziny i jako kobieta rozwiedziona. Sensem jej życia stała się córka i taniec, który dał jej samodzielność.
Diya nie zdążyła zobaczyć umierającego nauczyciela. Łzy wzbudziły w niej jego ostatnie słowa nagrane na taśmie. Błagał ją, aby nie dopuściła do likwidacji podupadłego teatru „Adżanta”. Po jej wyjeździe nikt nie chciał dla swojej córki losu Diyi. Rodzice przestali wysyłać swoje córki na naukę tańca. Teatr stał się ruiną. Teraz lokalny radża, poseł do parlamentu Raja Uday Singh (Akshaye Khanna), zdecydował o zbudowaniu na jego miejscu centrum handlowego. Diya spotyka się z radżą próbując go przekonać, jak ważny jest teatr i sztuka dla miasta. Radża rzuca jej wyzwanie. Jeśli w ciągu dwóch miesięcy Diya wystawi na scenie przedstawienie, supermarket nie zajmie miejsca teatru. Stawia jednak warunek – aktorami mają być mieszkańcy Shamli. Diya przyjmuje wyzwanie. Pragnienie spełnienia ostatniej woli nauczyciela, wspomnienie miejsca, które uczyniło ją tym, kim jest, obdarowało ją tańcem, pomaga jej przeciwstawić się uprzedzeniom, jakie miasto żywi wobec niej. W Shamli jako ktoś, kto porzucił rodzinę dla białego mężczyzny, żyjąca na obczyźnie rozwódka, spotyka się z wciąż żywym odrzuceniem. Chłodno spotyka ją nawet przyjaciółka z młodości Najma (Divya Dutta), zastraszona przez męża Farooquea (Irrfan Khan). Mąż jej nie chce teatru licząc na duże zyski przy budowie centrum handlowego. Mimo wrogości miasta Diya nie daje za wygraną. Ogłasza, że szuka osób gotowych w jej przedstawieniu zagrać role Layli i Majnuna, legendarnych kochanków perskich sławnych też w Indiach.

## MotywyBollywoodu
- Diya wyszukuje w miasteczku osoby mogące odtworzyć sławną historię średniowiecznych kochanków perskich Lajli i Madżnuna. Odgrywana miłość staje się rzeczywistą miłością Anokhi i Imrana. Motyw przedstawienia w filmie też m.in. – w Swades, Dil To Pagal Hai, Lajja, Życie w... metropolii, Andaaz, czy Kabhi Haan Kabhi Naa.
- Diya po 12 latach spędzonych w Nowym Jorku, wraca z Ameryki do Indii. Niezależna, odważna, zdecydowana, radząca sobie sama z życiem, choć samotna. Motyw powrotu do Indii też m.in. w – Swades, Kudrat, Sarkar, Kuch Naa Kaho.
- Radża zarzuca Diyi, że mieszkając od 12 lat w Ameryce wtrąca się w nieznane już jej życie indusów. Widzi w niej jednego z NRI (Non Resident Indians), Indusów na obczyźnie, którzy „przyjeżdżają i...wyjeżdżają”, więc nie mają prawa decydować o tym, co się dzieje w Indiach. Motyw Indusów na obczyźnie też m.in. w – Neal ’n’ Nikki, Heyy Babyy, Salaam Namaste, Żona dla zuchwałych, Czasem słońce, czasem deszcz, I See You, Cheeni Kum, Namastey London, Yaadein, Aap Ki Khatir. Połączony z motywem Indusów w Nowym Jorku' też w – Gdyby jutra nie było, Nigdy nie mów żegnaj, Aa Ab Laut Chalen, Pardes, Zakochać się jeszcze raz, Imiennik, Swades czy Lajja.
- Diya nie zgadza się na narzucone jej zaaranżowane małżeństwo, ryzykując odrzucenie przez rodzinę wyjeżdża z ukochanym do Ameryki, rozwodzi się, sama się utrzymuje w Nowym Jorku prowadząc szkołę tańca. Motyw emancypacji kobiet też m.in. w – Lajja, Swades, Sekret, Honeymoon Travels Pvt. Ltd., czy Wiem, czym jest miłość.
- Radża Uday Singh mimo utraty w niepodległych Indiach przywilejów przysługujących kiedyś radżomi maharadżom nie utracił władzy. Daje ja mu teraz pieniądz i pozycja posła do parlamentu. To on decyduje w Shamli – teatr czy supermarket. Motyw radżów też m.in. w – Kisna, Lagaan, Hey Ram, Kama Sutra – A Tale Of Love.
- Motyw zakochania się kogoś z Indii nie w Indusie, lub nie w indusce też m.in. – Kisna, Rang De Basanti, Hattrick, Duma i uprzedzenie, My Bollywood Bride, Imiennik, czy Viruddh... Family Comes First.

## Kontrowersje
Z powodu słów piosenki, które uraziły uczucia dalitów, film był zakazany w stanach indyjskich Uttar Pradesh, Hariana i Pendżabie. Zakaz ten po przeprosinach producentów wystosowanych do niedotykalnych i zmianie słów tytułowej piosenki zniesiono. Obowiązywał jedynie Patnę, stolicę stanu Bihar.

## Obsada
- Madhuri Dixit jako Diya
- Akshaye Khanna jako MP. Raja Uday Singh
- Konkona Sen Sharma jako Anokhi
- Kunal Kapoor jako Imran
- Divya Dutta jako Najma
- Ranvir Shorey jako Mohan Sharma
- Dalai jako Radha
- Raghubir Yadav jako doktor
- Vinay Pathak jako p. Chojar
- Akhilendra Mishra jako Chaudhary Om Singh
- Jugal Hansraj jako Sanjeev Mehta
- Yashpal Sharma jako policjant S.H.O. Singh
- Nowaz jako Dhan Kuber
- Darshan Zariwala jako Makarand
- Sushmita Mukherjee jako p. Chojar
- Irrfan Khan jako Farooque, mąż Najmy

## Dodatkowe informacje
- 20 lat temu 19-letnia Madhuri Dixit (występująca tu w parze z Akshaye Khanna) pojawiła się u boku jego ojca Vinoda Khanny w filmie Dayavan (1988).

## Muzyka
| Piosenkę                | śpiewają                                          | czas | na ekranie przedstawiają                                                                          |
| ----------------------- | ------------------------------------------------- | ---- | ------------------------------------------------------------------------------------------------- |
| Aaja Nachle             | Sunidhi Chauhan                                   | 5:04 | Madhuri Dixit                                                                                     |
| Ishq Hua Hi Hua         | Shreya Ghosal & Sonu Nigam                        | 4:24 | Madhuri Dixit, Ranvir Shorey, Kunal Kapoor, Konkona Sen Sharma, Vinay Pathak i Sushmita Mukherjee |
| Show Me Your Jalwa      | Richa Sharma, Kailash                             | 4:13 | Madhuri Dixit & featuring other cast members                                                      |
| O Re Piya               | Rahat Fateh Ali Khan                              | 6:19 | Madhuri Dixit & Divya Dutta                                                                       |
| Soniye Mil Ja           | Sukhwinder Singh, Sunidhi Chauhan & Madhuri Dixit | 3:37 | Madhuri Dixit & Vinay Pathak                                                                      |
| Is Pal                  | Sonu Nigam & Shreya Ghoshal                       | 3:59 | Konkona Sen Sharma & Kunal Kapoor                                                                 |
| Koi Patthar Se Na Maare | Sunidhi Chauhan, Shreya Ghoshal & Sonu Nigam      | 4:04 | Madhuri Dixit, Konkona Sen Sharma & Kunal Kapoor                                                  |
| Dance With Me           | Sonia Saigal                                      | 3:39 | Madhuri Dixit                                                                                     |
| Nachle (Reprise)        | Sunidhi Chauhan & Marianne                        | 3:28 | wszyscy                                                                                           |